# Agostino Chigi, I principe di Farnese
Agostino Chigi, I principe di Farnese (Siena, 5 maggio 1634 – Roma, 12 ottobre 1705), è stato un principe italiano.

## Biografia
Agostino Chigi nacque a Siena il 5 maggio 1634, figlio di Augusto e di Olimpia Della Ciaia. Suo padre era fratello di papa Alessandro VII e nipote di papa Paolo V.
Quando Fabio Chigi venne eletto al soglio pontificio nel 1655, infatti, si dimostrò particolarmente premuroso nei confronti del nipote che aveva sempre preferito, proponendogli un avvenire da principe romano. Proprio grazie alla mediazione del pontefice, infatti, il 18 luglio 1658 sposò la nobildonna romana Maria Virginia Borghese (figlia di Paolo e di Olimpia Aldobrandini, e discendente per via paterna da papa Paolo V e per via materna da Clemente VIII), che portò alla casata dei Chigi una dote di enorme valore; il matrimonio, ad ogni modo, pur coi dovuti fasti del caso, venne celebrato lontano dai riflettori della società romana per non sollevare scandali intorno ai Chigi, che con questa mossa assunsero una posizione sempre più influente a Roma e nella corte papale. La cerimonia si svolse infatti nella cappella privata del papa, officiata dal pontefice e alla presenza soltanto del cardinale Flavio Chigi, cugino dello sposo, e del cardinale Orsini che era parente della sposa.
Oltre al titolo di principe di Farnese, dopo la morte di suo zio Mario, divenne anche Duca di Ariccia. Sotto il pontificato di Alessandro VII, Agostino fu inoltre castellano di Castel Sant'Angelo e governatore del rione di Borgo. Con la morte di suo cugino, il cardinale Flavio Chigi, Agostino entrò inoltre in possesso dei feudi di Campagnano, Cesano, Formello e Sacrofano che arricchirono ulteriormente i suoi già ampi possedimenti.
Uomo ricco ma anche acculturato, Agostino dimostrò sempre una particolare propensione nei confronti del melodramma del quale si dimostrò sempre un mecenate, affiancando spesso il cugino cardinale in opere di promozione di artisti e uomini d'intelletto della sua epoca.
Morì a Roma nel 1705, poco tempo prima del matrimonio di suo figlio Augusto, cerimonia che per l'appunto venne rimandata proprio a causa della sua scomparsa in segno di lutto e di rispetto.

## Matrimonio e figli
Dalla moglie Maria Virginia Borghese (10 novembre 1642–2 marzo 1718), figlia del principe Paolo Borghese e della principessa Olimpia Aldobrandini, sposata nel 1658, ebbe 17 figli:
- Laura (16 dicembre 1659 - 23 aprile 1725[3]), in religione Flavia Virginia, monaca domenicana in S.S. Domenico e Sisto dal 10 febbraio 1775[4]
- Ortensia (1661 - 1661[5])
- Augusto (1662 – 1744), II principe di Campagnano
- Sulpizia (9 marzo 1664 - 14 febbraio 1705[6]), in religione Maria Lutgarda, monaca domenicana in S.S. Domenico e Sisto dal 29 gennaio 1679[7]
- Angela Francesca Maria (9 marzo 1665 - 1730[8]), in religione Francesca Serafina, monaca in S. Girolamo in Campansi a Siena il 25 giugno 1680[4]
- Ersilia (17 settembre 1666 - ottobre 1666)[9]
- Berenice Maria Veronica (21 dicembre 1667 - 1725), in religione Teresa Vittoria, monaca in S. Girolamo in Campansi a Siena dal 27 giugno 1683[4]
- Eleonora Maria Domitilla (7 maggio 1669 - 16 febbraio 1746), in religione Maria Gaetana, monaca in S. Girolamo in Campansi a Siena il 26 giugno 1684[4]
- Olimpia Maria  (20 maggio 1671 - 1746[10]), in religione Maria Agnese, monaca in S. Girolamo in Campansi a Siena dal giugno 1686
- Costanza (9 novembre 1672 - 1º ottobre 1751), sposò nel 1694 Emilio Altieri, II principe di Oriolo
- Anna (16 giugno 1674 - 6 novembre 1738[11]), in religione Maria Berenice, monaca domenicana in S.S. Domenico e Sisto il 20 giugno 1689[4]
- Teresa Maria (18 novembre 1675 - 17 agosto 1746[12]), in religione Angela Teresa, monaca domenicana in S. Girolamo in Campansi a Siena dal giugno 1691
- Maria Maddalena (18 novembre 1675 - 3 febbraio 1743[12]), in religione Maria Vittoria, monaca domenicana in S. Girolamo in Campansi a Siena dal giugno 1691
- Alessandro (1677 - 1679)
- Sigismondo (1678 - 1682)
- Alessandra (29 febbraio 1680 - 4 maggio 1707[12]), in religione Chiara Caterina, monaca in S. Girolamo in Campansi a Siena dal 17 giugno 1797[4]
- Mario (17 novembre 1681 - 17 febbraio 1748[13]), cavaliere gerosolimitano dal 1721[14][15]

## Ascendenza
|                     |                        |                    | Genitori          |  |  | Nonni |  |  | Bisnonni    |  |  | Trisnonni        |  |
|                     |                        |                    |                   |  |  |       |  |  | Mario Chigi |  |  | Sigismondo Chigi |  |
|                     |                        |                    |                   |  |  |       |  |  | Mario Chigi |  |  | Sigismondo Chigi |  |
|                     |                        | Sulpizia Petrucci  |                   |  |  |       |  |  | Mario Chigi |  |  |                  |  |
| Flavio Chigi        |                        |                    |                   |  |  |       |  |  | Mario Chigi |  |  |                  |  |
|                     |                        | Agnese Bulgarini   | Antonio Bulgarini |  |  |       |  |  |             |  |  |                  |  |
|                     |                        | Agnese Bulgarini   | Antonio Bulgarini |  |  |       |  |  |             |  |  |                  |  |
|                     |                        | Agnese Bulgarini   | Camilla Borghese  |  |  |       |  |  |             |  |  |                  |  |
| Augusto Chigi       |                        | Agnese Bulgarini   |                   |  |  |       |  |  |             |  |  |                  |  |
|                     |                        | Alessandro Marsili | Cesare Marsili    |  |  |       |  |  |             |  |  |                  |  |
|                     |                        | Alessandro Marsili | Cesare Marsili    |  |  |       |  |  |             |  |  |                  |  |
|                     |                        | Alessandro Marsili | Filomena Petrucci |  |  |       |  |  |             |  |  |                  |  |
| Laura Marsili       |                        | Alessandro Marsili |                   |  |  |       |  |  |             |  |  |                  |  |
|                     |                        | Ersilia Passionei  | Paolo Passionei   |  |  |       |  |  |             |  |  |                  |  |
|                     |                        | Ersilia Passionei  | Paolo Passionei   |  |  |       |  |  |             |  |  |                  |  |
|                     |                        | Ersilia Passionei  | Aurelia Rovarella |  |  |       |  |  |             |  |  |                  |  |
| Agostino Chigi      |                        | Ersilia Passionei  |                   |  |  |       |  |  |             |  |  |                  |  |
|                     | Alessandro Della Ciaia | …                  |                   |  |  |       |  |  |             |  |  |                  |  |
|                     | Alessandro Della Ciaia | …                  |                   |  |  |       |  |  |             |  |  |                  |  |
|                     | Alessandro Della Ciaia | …                  |                   |  |  |       |  |  |             |  |  |                  |  |
| Tiberio Della Ciaia | Alessandro Della Ciaia |                    |                   |  |  |       |  |  |             |  |  |                  |  |
|                     |                        | …                  | …                 |  |  |       |  |  |             |  |  |                  |  |
|                     |                        | …                  | …                 |  |  |       |  |  |             |  |  |                  |  |
|                     |                        | …                  | …                 |  |  |       |  |  |             |  |  |                  |  |
| Olimpia Della Ciaia |                        | …                  |                   |  |  |       |  |  |             |  |  |                  |  |
|                     |                        | …                  | …                 |  |  |       |  |  |             |  |  |                  |  |
|                     |                        | …                  | …                 |  |  |       |  |  |             |  |  |                  |  |
|                     |                        | …                  | …                 |  |  |       |  |  |             |  |  |                  |  |
| Ginevra Tolomei     |                        | …                  |                   |  |  |       |  |  |             |  |  |                  |  |
|                     |                        | …                  | …                 |  |  |       |  |  |             |  |  |                  |  |
|                     |                        | …                  | …                 |  |  |       |  |  |             |  |  |                  |  |
|                     |                        | …                  | …                 |  |  |       |  |  |             |  |  |                  |  |
|                     |                        | …                  |                   |  |  |       |  |  |             |  |  |                  |  |